# Otoglossum hoppii
Otoglossum hoppii är en orkidéart som först beskrevs av Rudolf Schlechter, och fick sitt nu gällande namn av Leslie Andrew Garay och Galfrid Clement Keyworth Dunsterville. Otoglossum hoppii ingår i släktet Otoglossum och familjen orkidéer.
Artens utbredningsområde är Colombia. Inga underarter finns listade i Catalogue of Life.